# Toby kancsó

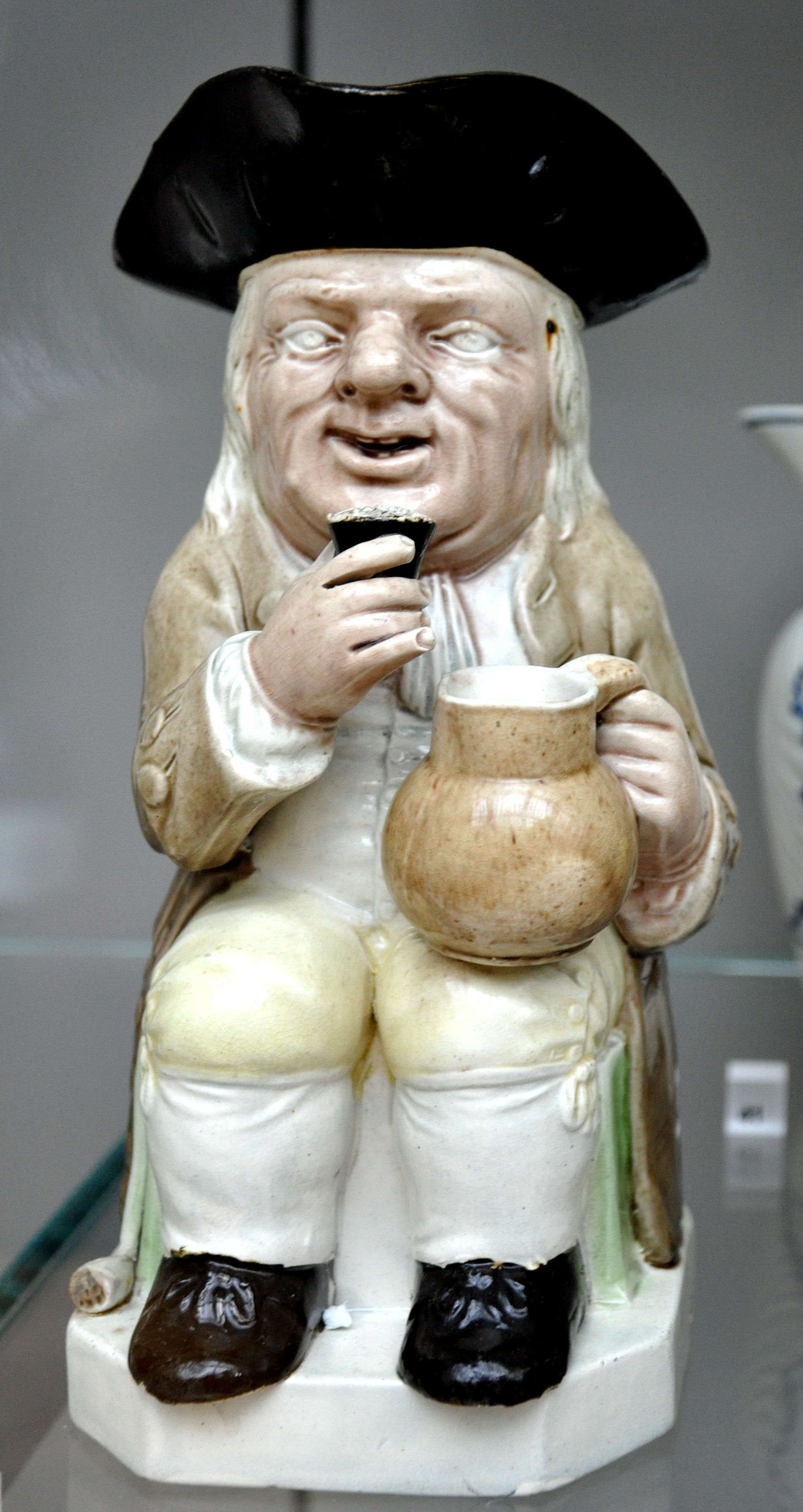
Toby kancsó, készítette ifj. Ralph Wood Burslem az 1782-1795 közötti időszakban; ólommázas kerámia

A Toby kancsó (angolul néha Fillpotnak vagy Philpotnak is nevezik) egy ülő embert vagy egy ismert személyt formázó kerámiakancsó (gyakran valamelyik angol királyról formázva). Az ülő alak általában tizennyolcadik századbeli hosszú kabátot és háromszögletű kalapot visel, zömök és kedélyes kinézetű férfi, akinek az egyik kezében egy korsó sör, a másikban meg pipa van. A háromszögletű kalap képezi a kancsó kiöntő részét, ehhez gyakran egy eltávolítható fedelet is készítenek, a kancsó hátsó részén pedig fogantyú van. Számos esetben a csak fejet és vállat formázó korsókat is Toby kancsóknak nevezik, de ezeket helyesen angolul kizárólag 'character jug'-nak (karakteres korsó),  vagy a történelmileg jobban elterjedt néven 'face jug'-nak (emberfejű korsó) helyes nevezni. 
Az eredeti, barna színű, sós mázzal készült Toby kancsót az 1760-as években staffordshire-i fazekasok fejlesztették ki és tették népszerűvé. A vélemények szerint a Hollandiában gyártott hasonló formájú delfti fajansz korsók után fejlesztették ki a saját mintájukat. Hasonló formájú korsókat készítettek más fazekasok is, először Staffordshire-ben, majd Anglia különböző területein és végül elterjedt más országokban is. A Paul Gauguin által készített Emberfejű korsó, önarckép (1899) egy festőtől szokatlan példa erre. 
A Toby kancsó nevének  eredetéről nincs biztos információ. Egyesek szerint Shakespeare Vízkereszt, vagy amit akartok című komédiájának részeges és jókedélyű Sir Toby Belchéről nevezték el. Mások szerint az 1761-ben nyomtatásban kiadott népszerű dalok listáján szereplő Barna korsó című bordalban említett Toby Fillpotról (vagy Philpotról) nevezték el, ez a név a hírhedt tizennyolcadik századbeli yorkshire-i iszákos, Henry Elwes gúnyneve volt.
A Twelve O'Clock High című könyvben és a könyv alapján 1949-ben készült Szárnyaló bátorság című filmben a Robin Hoodot ábrázoló Toby kancsót használták jelképként a tiszti klubban, hogy diszkréten figyelmeztessék a repülőgépek legénységeit a következő napi bevetésről, így egy esetleges ott tartózkodó kívülálló nem jutott hozzá harcászati adatokhoz. A Toby kancsónak kulcsszerepe volt a történetben. 
A 2017-ben készült Baobhan Sith című filmben Toby kancsókat használnak fegyverként Baobhan Sith, a mitikus skót démon ellen. 
Az illinoisi Evanston Chicago sugárútján van az Amerikai Toby Kancsó Múzeum.

## Fordítás
Ez a szócikk részben vagy egészben  a   Toby Jug című angol Wikipédia-szócikk ezen változatának fordításán alapul.  Az eredeti cikk szerkesztőit annak laptörténete sorolja fel. Ez a jelzés csupán a megfogalmazás eredetét és a szerzői jogokat jelzi, nem szolgál a cikkben szereplő információk forrásmegjelöléseként.